# أوين ماكجي
أوين ماكجي (بالإنجليزية: Owen McGee)‏ هو لاعب كرة قدم بريطاني في مركز الوسط، ولد في 29 أبريل 1970 في ميدلزبرة في المملكة المتحدة. لعب مع نادي سكاربورو ونادي ميدلزبره.